# Proyección de Winkel-Tripel

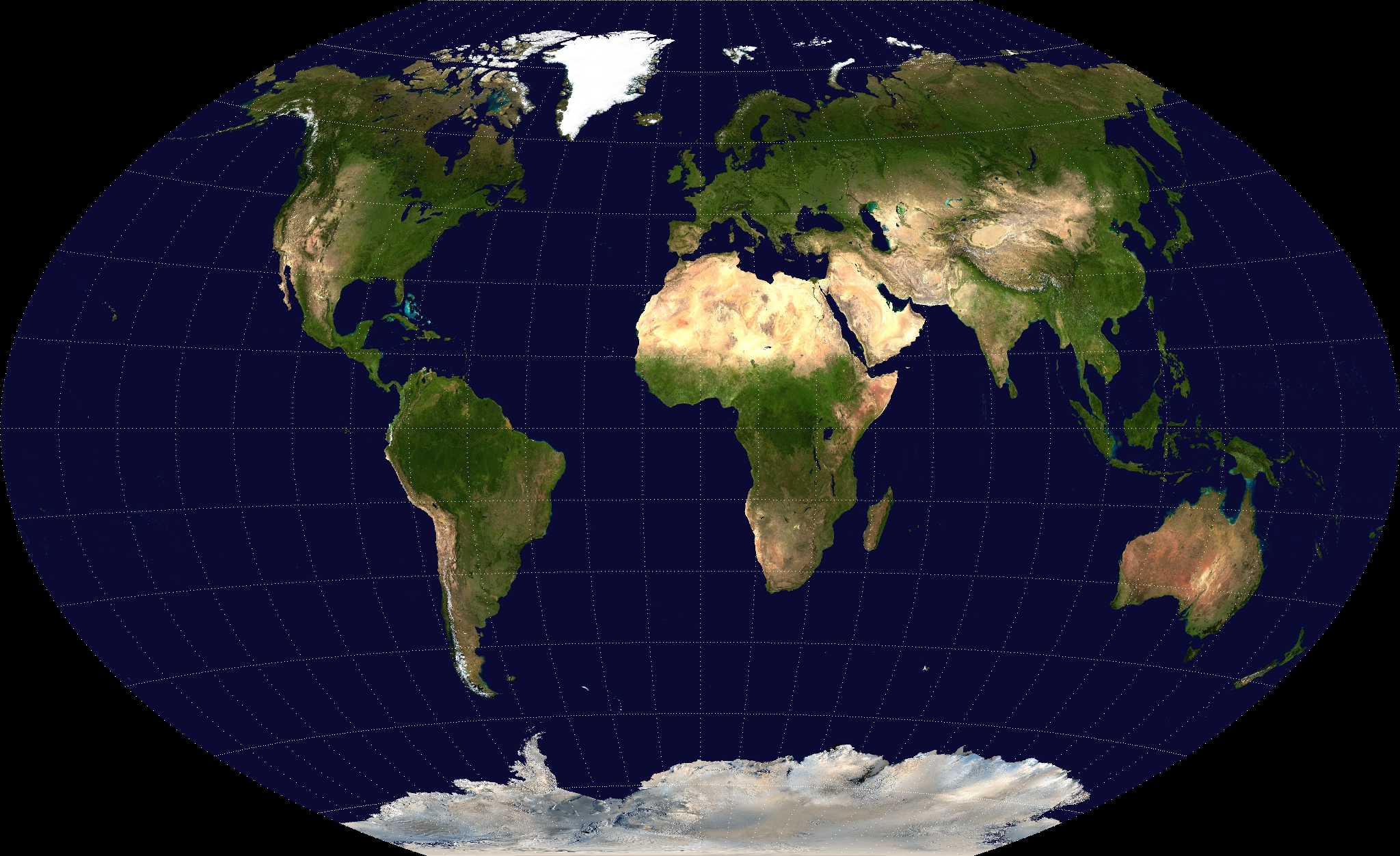
Mapamundi en proyección de Winkel-Tripel.

La proyección de Winkel-Tripel (Winkel III) es una proyección cartográfica azimutal modificada, una de tres proyecciones propuestas por Oswald Winkel en 1921. La proyección es la media aritmética entre la proyección cilíndrica equidistante y la proyección de Aitoff:
{\displaystyle x={\frac {\lambda \cos(\phi _{1})+{\frac {2\cos(\phi )\sin \left({\frac {\lambda }{2}}\right)}{\mathrm {sinc} (\alpha )}}}{2}}}
{\displaystyle y={\frac {\phi +{\frac {\sin(\phi )}{\mathrm {sinc} (\alpha )}}}{2}}}
donde {\displaystyle \lambda } es la longitud desde el meridiano central de la proyección, {\displaystyle \phi } es la latitud, {\displaystyle \phi _{1}} es el paralelo estándar para la proyección equirectangular, y
{\displaystyle \alpha =\arccos \left(\cos(\phi )\cos \left({\frac {\lambda }{2}}\right)\right)\,}
{\displaystyle \mathrm {sinc} (\alpha )} es la función sinc desnormalizada con la discontinuidad eliminada. En su propuesta, Winkel puso :
{\displaystyle \phi _{1}=\arccos \left({\frac {2}{\pi }}\right)\,}

La proyección de Winkel-Tripel con la Indicatriz de Tissot de deformación

No sorprende que no exista una fórmula cartográfica inversa establecida, y procesar la inversa numéricamente sea un tanto complicado.
Goldberg & Gott indican que podría decirse que la Winkel-Tripel es la mejor proyección conocida para representar el mundo entero, produciendo muy pequeños errores de distancia, pequeños errores de combinaciones de elipticidad y área, y menor asimetría estadística que cualquier otro mapa.
En 1998, proyección de Winkel-Tripel reemplazó a la proyección de Robinson como proyección estándar para los mapamundis hechos por la National Geographic Society. Muchas instituciones educacionales y publicaciones siguieron el ejemplo de la National Geographic de adoptar la proyección.